# Waschhaus Bure (Meuse)

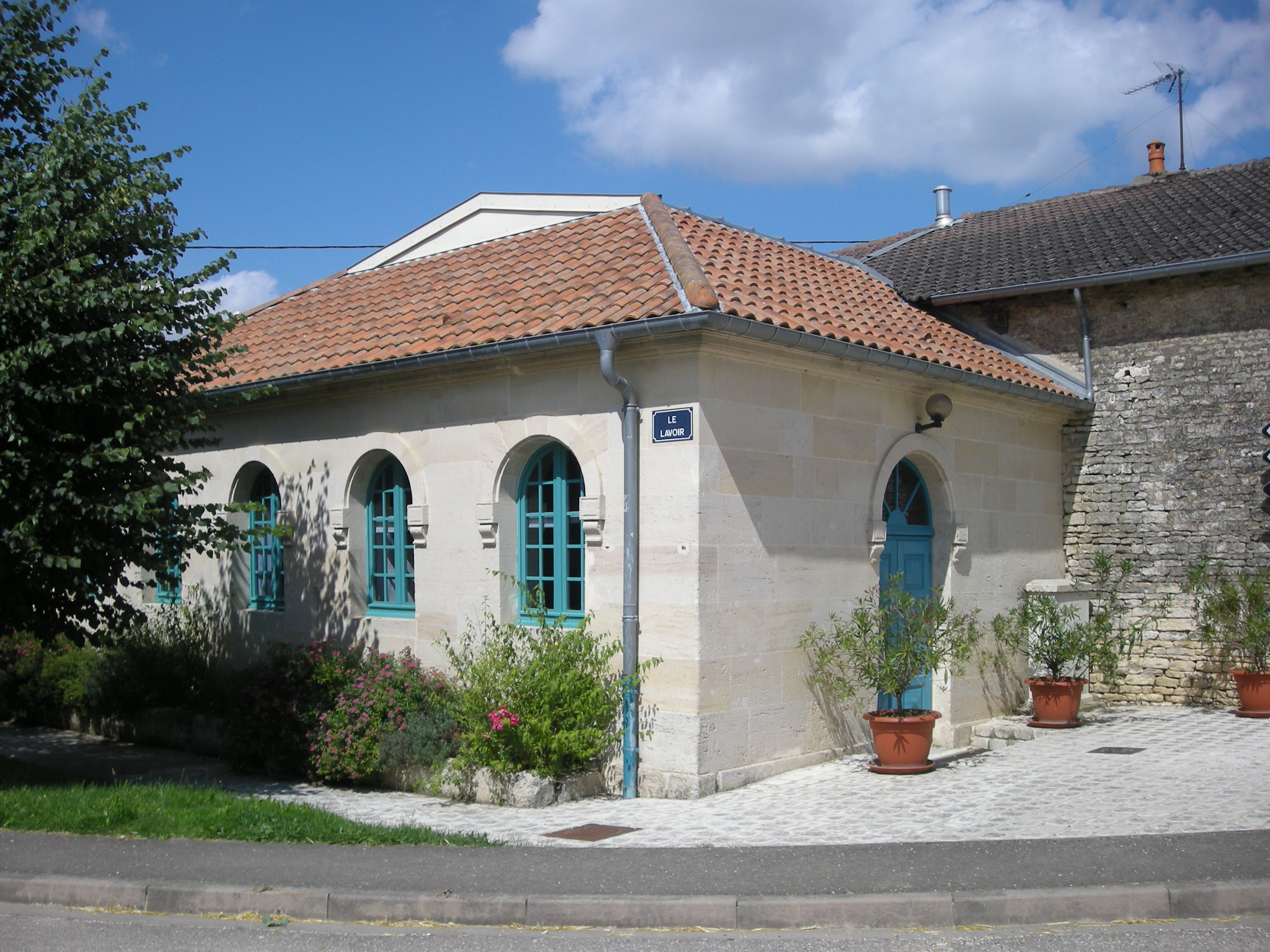
Ehemaliges Waschhaus in Bure

Das öffentliche Waschhaus (französisch lavoir) in Bure, einer französischen Gemeinde im Département Meuse in der Region Grand Est, wurde 1845 errichtet. 
Das ehemalige Waschhaus aus Sandsteinmauerwerk mit Walmdach wurde nach Plänen des Architekten Théodore Oudet (1783–1865) erbaut, der zahlreiche Rathäuser und Waschhäuser im Département Meuse errichtete. 
Außen war eine Viehtränke vorhanden. Im Gebäude mit Rundfenstern und einem Rundbogenportal gab es Platz für 20 Wäscherinnen. 
Im Gebäude ist das Büro für das Comité local d’information et de suivi (CLIS) des Felslabors eingerichtet.